# Бутовые
Бутовые (лат. Butidae) — семейство лучепёрых рыб из отряда бычкообразных (Gobiiformes). Ранее в ранге подсемейства включали в состав семейства элеотровых (Eleotridae), а с 2016 года рассматривают в качестве отдельного семейства. Прибрежные и пресноводные рыбы. Распространены в Индо-Тихоокеанской области и западной Африке. Максимальная длина тела 65 см.

## Классификация
В составе семейства выделяют 10 родов с 46 видами:
- Bostrychus Lacépède, 1801 — Бострихты
- Butis Bleeker, 1856 — Бутисы
- Incara Visweswara Rao, 1971
- Kribia Herre, 1946
- Odonteleotris Gill, 1863 — Зубатые элеотрисы
- Ophiocara Gill, 1863 — Офиокары
- Oxyeleotris Bleeker, 1874
- Parviparma Herre, 1927
- Pogoneleotris Bleeker, 1875 — Погонэлеотрисы
- Prionobutis Bleeker, 1874 — Прионобутисы